# Hemixos flavala
El bulbul ceniciento (Hemixos flavala) es una especie de ave paseriforme de la familia Pycnonotidae propia del sudeste asiático y el Himalaya.

## Distribución y hábitat
Se encuentra en Bangladés, Bután, Camboya, China, India, Laos, Malasia, Birmania, Nepal, Tailandia y Vietnam. Su hábitat natural son los bosques húmedos tropicales y subtropicales.